# Tolemaide (tribù)
Tolemaide (in greco antico: Πτολεμαίς?, Ptolemáis) era la terza delle cinque tribù di Atene posteriori alla riforma di Clistene, istituita nel 224 a.C. in onore del re d'Egitto Tolomeo III.

## Demi
La tribù Tolemaide comprendeva, come le altre, una trittia della Mesogea, una della Paralia e una dell'asty, alle quali inizialmente appartenevano 8, 2 e 2 demi, aventi rispettivamente 38, 9 e 2 buleuti (le quote non sono certe), per un totale di 13 demi e 50 buleuti (compreso il demo nuovo, assegnato ad una trittia non identificata, e il suo buleuta). Ognuna delle dodici tribù esistenti aveva fornito un demo; in più era stato creato il nuovo demo di Berenicide (assegnato ad una trittia non identificata), in onore della moglie di Tolomeo, Berenice II.
I demi calarono a 12 nel 201 a.C. e a 11 nel 126. Questo è l'elenco:

### Trittia della Mesogea
- Colone (dall'Antigonide)
- Cidantide (dall'Egeide)
- Contile (dalla Pandionide)
- Ecale (dalla Leontide)
- Prospalta (dall'Acamantide)
- Flia (dalla Cecropide)
- Eo Deceleico (dall'Ippotontide, dal 201 a.C. Attalide)
- Afidna (dall'Aiantide, dal 126 Adrianide)

### Trittia della Paralia
- Enoe (dalla Demetriade)
- Egilia (dall'Antiochide)

### Trittia dell'asty
- Temaco (dall'Eretteide)
- Butade (dall'Eneide)

### Tritta non identificata
- Berenicide (creato in questa occasione)